# Brachystelma lancasteri
Brachystelma lancasteri är en oleanderväxtart som beskrevs av C. Boele. Brachystelma lancasteri ingår i släktet Brachystelma och familjen oleanderväxter. Inga underarter finns listade i Catalogue of Life.